# Kyle Douglas Dake
Kyle Douglas Dake (Ithaca, New York, 1991. február 25. –) amerikai szabadfogású birkózó. A 2018-as birkózó-világbajnokságon döntőbe jutott 79 kg-os súlycsoportban, szabadfogásban aranyérmet szerzett.

## Sportpályafutása
A 2018-as birkózó-világbajnokságon a 79 kg-osok súlycsoportjában megrendezett döntő során az azeri Cəbrayıl Həsənov volt ellenfele, akit 2–0-ra legyőzött.